# St. Martin (Ottersheim bei Landau)
Die denkmalgeschützte, römisch-katholische Kirche St. Martin steht an der Germersheimer Straße der Ortsgemeinde Ottersheim bei Landau (Verbandsgemeinde Bellheim) im Kreis Germersheim (Rheinland-Pfalz). Sie ist die Hauptkirche der gleichnamigen Kirchengemeinde und gehört zur Pfarrei Bellheim. Somit ist sie Teil des Dekanats Germersheim im Bistum Speyer. Gelegentlich wird sie in Anlehnung an den lateinischen Namen ihres Schutzpatrons Martin von Tours (lat. Martinus) auch als St. Martinus bezeichnet.

## Geschichte und Beschreibung
Vor dem heutigen Kirchenbau bestanden bereits mehrere Vorgängerbauten. Die heutige Kirche wurde im Jahr 1618 als fünfachsiger Saalbau errichtet. Zu diesem Zeitpunkt handelte es sich um eine reformierte Kirche. Seit 1626 ist sie katholisch.
Das Schiff und der Chor wurden 1685–1689 erneuert. In diesem Rahmen wurde auch der heutige Kirchturm gebaut. Im Jahr 1789 erfolgte eine Erweiterung der Kirche, wobei die nördliche Sakristei entstand. Etwa aus dieser Zeit stammt das ehemalige Friedhofskreuz aus Sandstein, das mit dem Jahr 1747 bezeichnet ist und über eine Adam und Eva Darstellung verfügt. 
Die südliche Sakristei wurde 1910 errichtet. Parallel wurde die Kirche zwischen den Jahren 1908 und 1912 renoviert und durch Otto Fußhöller neu ausgemalt. Der Hochaltar und der Ambo stammen aus dem Jahr 1961. 
Eine weitere umfangreiche Restaurierung erfolgte 1997–2010. Hierbei wurden die Ausmalung des 19. Jahrhunderts rekonstruiert sowie der Chorraum neu gestaltet.

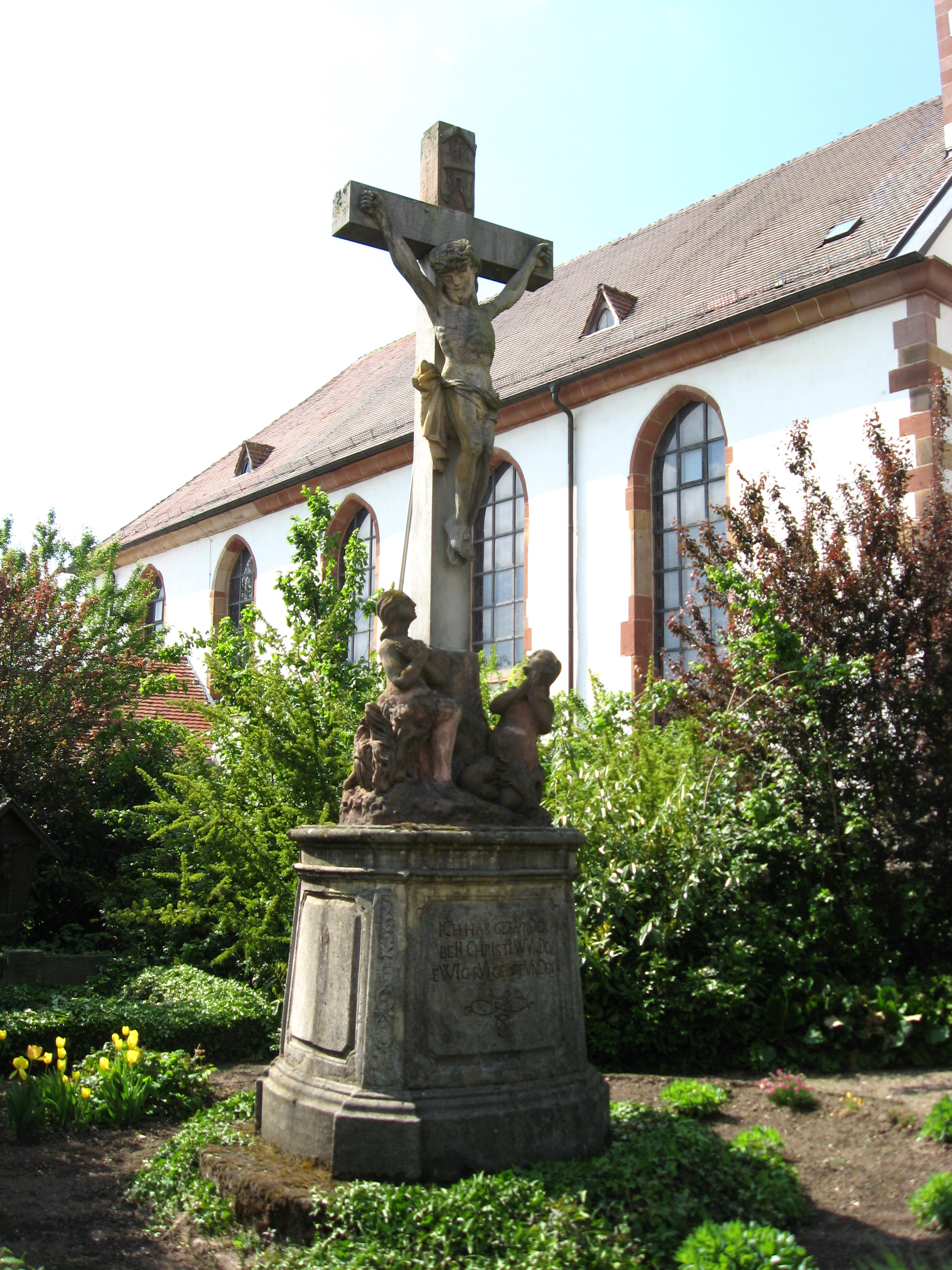
Ehemaliges Friedhofskreuz im Kirchhof, bez. 1747
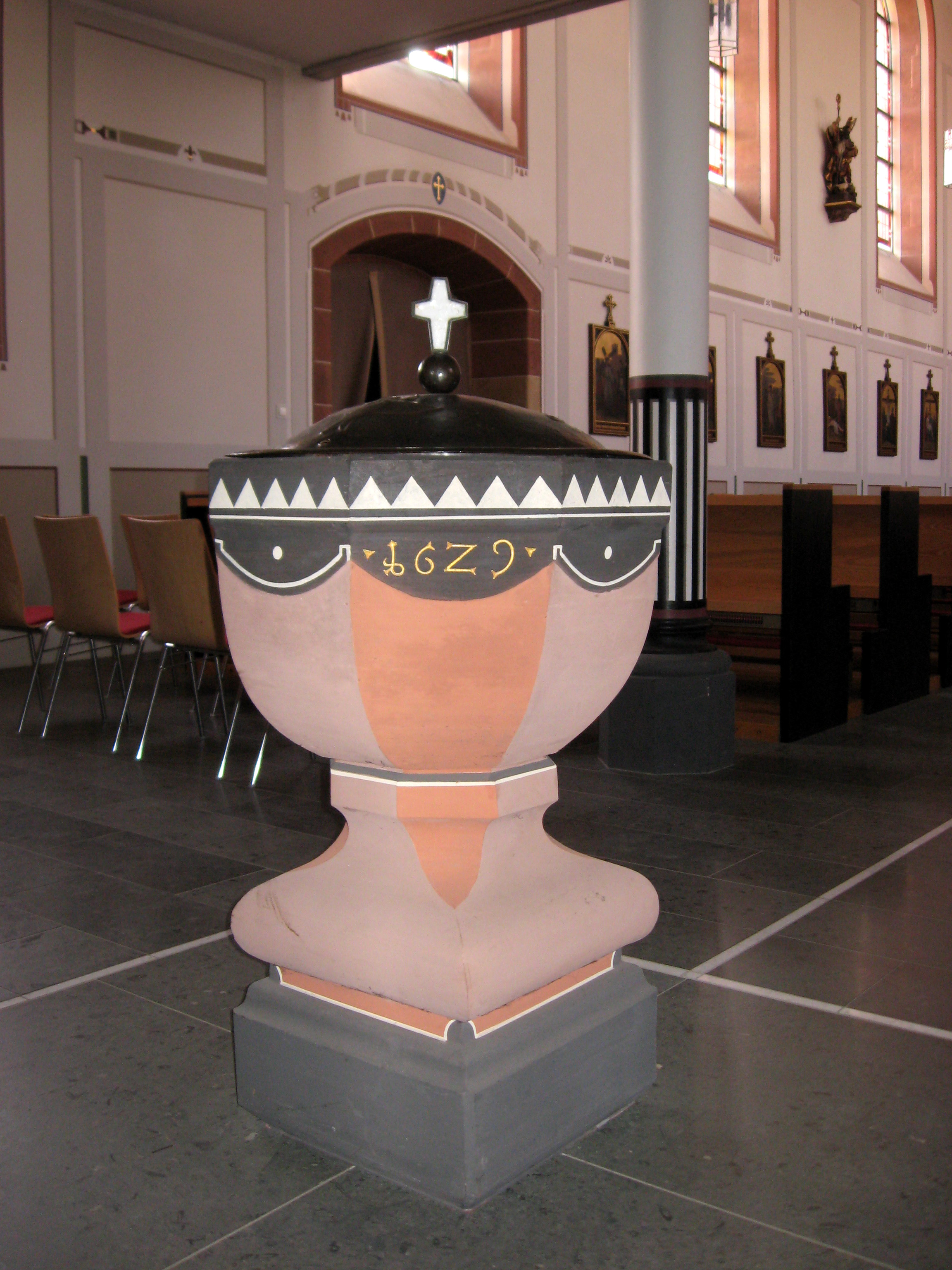
Restauriertes Taufbecken, bez. 1629
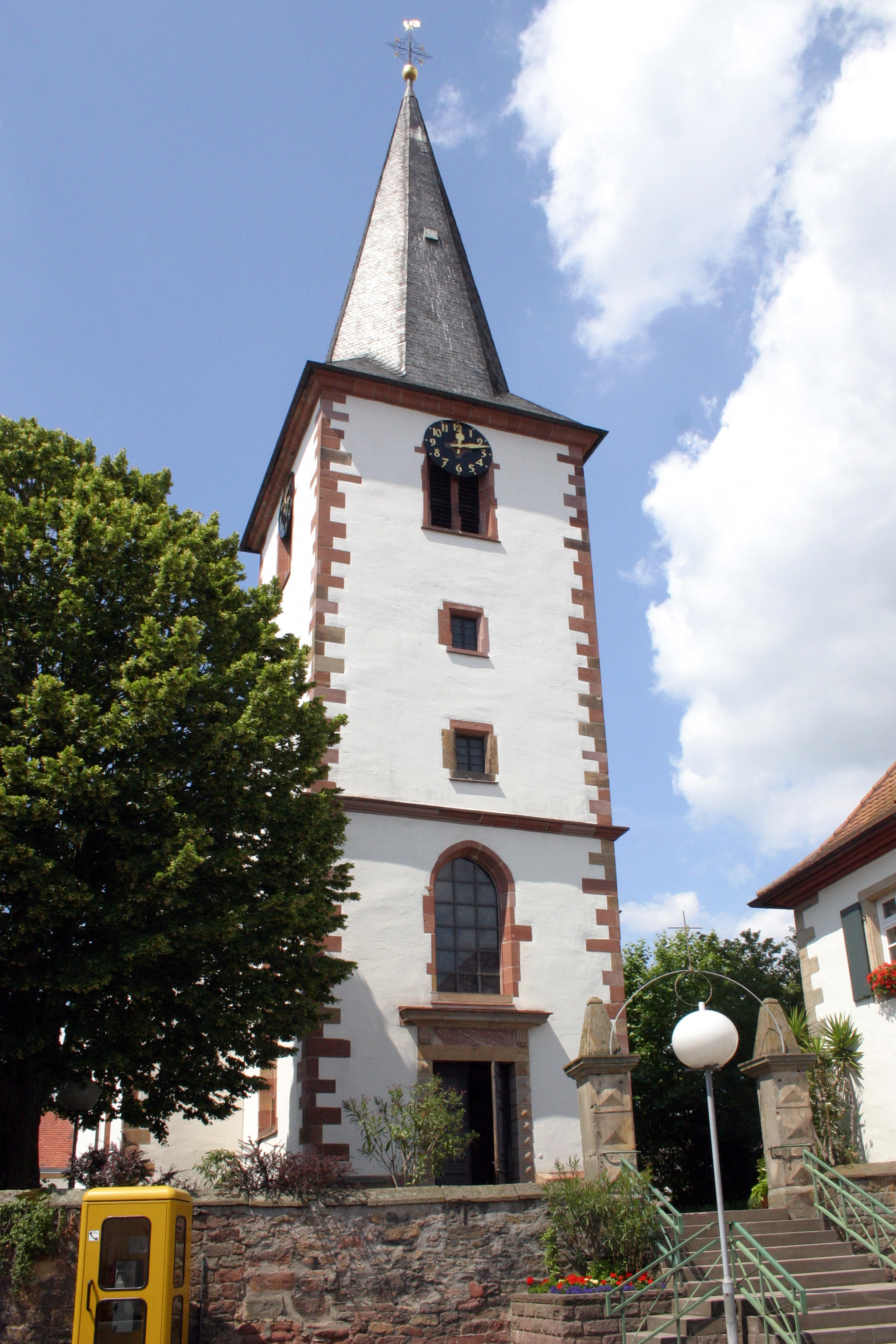
Ansicht des Kirchturms mit Blick zum Portal

## Orgel

### Heutige Orgel
Die heutige Orgel wurde 1966 von Paul Zimnol gebaut. Sie verfügt über 19 Register auf zwei Manualen und Pedal. Im Jahr 1984 wurde das Register Spitzgedackt 8′ auf dem Hauptwerk durch ein Salizional 8′ ersetzt. Die Disposition lautet:
| I Hauptwerk C–g3 |       |
| Prinzipal        | 08′   |
| Salizional       | 08′   |
| Oktave           | 04′   |
| Quintade         | 04′   |
| Waldflöte        | 02′   |
| Cornett III–V    | 08′   |
| Mixtur IV        | 1 ⁄3′ |
| Horntrompete     | 08′   |
| Tremulant        |       |

| II Rückpositiv C–g3 |        |
| Gedackt             | 08′    |
| Holzflöte           | 04′    |
| Quinte              | 2 ⁄3′  |
| Prinzipal           | 02′    |
| Terz                | 1 3⁄5′ |
| Zimbel III–IV       | 01′    |
| Tremulant           |        |

| Pedal C–f1      |     |
| Subbass         | 16′ |
| Prinzipalbass   | 16′ |
| Choralbass      | 04′ |
| Rauschpfeife IV |     |
| Fagott          | 16′ |

Die Spieltraktur ist mechanisch, die Registertraktur ist elektrisch. Die Windladen sind als Schleifladen ausgeführt.
- Koppeln: II/I, I/P, II/P

- Spielhilfen: zwei freie Kombinationen, Feste Kombination (Tutti), Zungen ab

### Vorherige Orgel
Es ist bekannt, dass die vorherige Orgel im Jahr 1911 von A. Poppe & Sohn gebaut wurde. Sie verfügte über 18 Register, pneumatische Trakturen sowie Membranladen.